# 고려미술회
고려미술회(高麗美術會)는 일제강점기에 창립된 미술 단체이다. 한국 최초의 근대적 미술 그룹으로도 불린다.
1923년에 경성부에서 신미술운동과 근대적 미술 보급을 위해 창립되었고, 창립전을 개최한 뒤 1924년 미술연구소인 고려미술원 또는 고려미술연구원을 개원하여 청소년을 대상으로 미술 실기를 지도하는 교육 기관의 역할을 했다.
이 무렵은 여러 미술 소집단이 출현한 시기였다. 서화협회의 협전과 조선총독부가 이에 대항해 주최한 조선미술전람회로 미술에 대한 관심이 높아졌기 때문이다. 고려미술회는 이때 결성된 미술 소집단 중 하나로, 중심 인물은 강진구, 김석영, 김명화, 나혜석, 정규익, 이재순, 이숙종 등이다. 이들은 대부분 도쿄에서 공부하고 돌아온 서양화가라는 공통점이 있었다.
고려미술원의 동양화 강사로는 김은호와 허백련, 이병직도 활동했고, 데생에 이종우, 조각 분야에는 김복진이 가담했다. 고려미술원은 오래 지속되지 못하고 1925년에 해체되었으나, 유명한 화가로 이마동과 구본웅, 길진섭을 배출했다. 이마동과 구본웅은 이 연구원의 제1기생 출신이며, 동기생 중에는 후에 유명한 미술평론가가 된 김용준도 있었다.
고려미술연구원이 있던 자리는 서울 중구 소공동의 롯데호텔 자리이다.

## 참고자료
- 이규일 (1999년 11월 1일). 〈7. 구본웅 - 우인상〉. 《이야기하는 그림》. 서울: 시공사. ISBN 8952701623.